# 感応寺 (江戸川区)
感應寺（かんのうじ）は、東京都江戸川区一之江七丁目にある日蓮宗の寺院、山号は江久山、蓮光院とも称す。元久2年（1205年）開山、正応元年（1288年）に真言宗から日蓮宗へと改宗した。開基は総本山・身延山久遠寺3世を継承した日進。江戸川区内に現存する中では最も古い梵鐘がある（区指定有形文化財）。

## 歴史

### 創建
感應寺は元久2年（1205年）真言宗の僧・空念が開山した。正応元年（1288年）、日蓮の孫弟子で中老僧の1人である日進が来訪し、法論の末、日蓮宗へ改宗したと伝えられている。日進はその後、正和2年（1313年）に甲斐（現・山梨）の総本山・身延山久遠寺3世を継承、諸堂の建立など身延の発展に努める一方、下総（現・千葉）の中山法華経寺と親交し、上総・下総でも布教した。
江戸後期の地誌には、感應寺の本堂内に日進作の日蓮像（長1尺5寸）があったと記されているが、現存しない。

### 近世
江戸時代、寺院諸法度が定められ寺院の序列を決める本末制度によって仏教勢力の武力が抑制され、幕府による寺社支配の体制が整えられた。日蓮宗は各地の寺院を概ね本寺（総本山・大本山・本山）と末寺（中本寺・小本寺・小本寺末寺）に区分し、感應寺は大本山・千葉県の法華経寺（中山門流）の末寺で中本寺となった。
キリスト教徒による島原の乱が起こると、幕府は檀家（寺請）制度を定め仏教僧の教育を奨励、各宗派は檀林などの研究機関を設置した。感應寺も江戸中頃から日蓮宗関東3大檀林の1つ・小西檀林の学系となった。感應寺22世・日榮が小西法縁の僧だったため、21世・日亭が没した宝暦9年（1760年）頃には小西法縁の寺院だったとされる。また感應寺は小西法縁の中では東京・墨田区の本所法恩寺の法脈を持ち、法恩寺四天王寺の1つでもあった。
明暦年中（1655年 - 1658年）感應寺に梵鐘製作の計画が持ち上がるが頓挫、元禄11年（1698年）18世・日恵が檀信徒の助力を得て梵鐘製作にこぎつけた。梵鐘はのちに将軍家の御成先御用釜師を勤める鋳物師の名跡・太田近江大掾藤原正次が鋳造した。
江戸後期までの感應寺は蓮明坊・是林坊の2院を擁していたが安政2年（1855年）の江戸地震で倒壊。また、境内には本堂の西に七面大明神が祀られ、池に白蛇がいたと伝えられている。

### 近代
1935年（昭和10年）感應寺36世・日隆が新たに本堂を建立、広さは正面6間、奥行5間半、檜造りの本堂を完成させた。その後、日隆は千葉県茂原の本山・藻原寺79世となった。
1939年（昭和14年）、戦時下で宗教団体法が公布され翌年施行された。同法により1941年（昭和16年）宗教法人となった日蓮宗は、本山と末寺の関係を解消して総本山・大本山以外の寺格を同等にした。各本山の力を失くし、総本山である身延山久遠寺を中心に全寺院を統制しつつ、大日本帝国に協力しやすい体制を整えた。本末解消により多くの本山が経済的に苦しむ一方で、末寺は上納金が無くなり所有地を増やした。特に檀家を多く抱えた末寺は経済的に豊かになった。のちに各寺院では旧本山・旧末寺と呼びならわし、感應寺も旧本山・中山法華経寺の旧末寺とした。
日中戦争中、軍需物資の生産資源に乏しく廃品回収運動でも補えなくなった大日本帝国は、1941年（昭和16年）金属類回収令を実施。寺院からも強制的に金属類を回収した。同年12月に太平洋戦争が勃発すると、多くの寺院の梵鐘や仏具が戦時供出された。感應寺の梵鐘は37世・日進の尽力で1943年（昭和18年）金属類特別回収物件譲渡免除となり、江戸川区内で戦時供出を免れた唯一の梵鐘として現存している。

### 戦後
GHQ指導のもと1947年（昭和22年）から農地改革が行われ、寺院は農地を失い窮乏した。その後、高度経済成長・バブル景気を迎え、都市近郊の寺院では檀家を増やして再建を図った。感應寺も江戸川区の人口増と共に檀家が増加した。
1965年 - 1975年（昭和40年代）までは、本堂の東に三十番神堂があり、講中の参拝で賑ったが、老朽化で取り壊され、御神体は本堂内陣に収められた。1971年（昭和46年）37世・日進が檀信徒の助力を得て、翌年迎える日蓮生誕750年の慶讃記念事業として庫裡書院を建立した。日進は完成の翌年、逝去した。
平成期には不況と家族間における「共同体」意識の希薄化から、墓を子に継承しない人や継承できない人が現われ、新たな墓の形として永代供養墓（合祀墓）・納骨堂・散骨・樹木葬などが考案された。感應寺においても2013年（平成25年）に永代供養墓として納骨堂が建立された。
また、38世・日裕（新井貫厚）は更生保護の活動に携わり、2008年（平成20年）から4年間、江戸川区保護司会の11代会長を務めた。また同活動の功績が認められ平成22年（2010年）法務大臣表彰、2015年（平成27年）秋に叙勲を受章し国から勲章「瑞宝双光章」を授かった。
2008年（平成20年）38世・日裕のもと、本堂・鐘楼堂・客殿・庫裡が再建された。本堂と鐘楼堂は欅と桧木を使った木造で屋根は銅板平葺き、 客殿と庫裡は鉄筋コンクリート壁構造の躯体で建てられた。
2018年（平成30年）3月、檀家の寄進により境内に日蓮の銅像を建立。また同年11月には38世・日裕が、山梨県南巨摩郡身延町にある日蓮宗の本山・大野山本遠寺に65世として加歴晋山した。加歴とは特別な功績がある僧侶を本山の貫首の歴代に加えることをいう。

## 日蓮銅像
2018年（平成30年）3月、檀家の寄進により感應寺境内に日蓮の銅像を建立、台座には日蓮が書いた「立正安国」の文字が復元された。感應寺の日蓮銅像（約1.8m）は、1923年（大正12年）千葉県鴨川市にある大本山・清澄寺の旭が森に建立された約３ｍの日蓮銅像（彫刻家・渡辺長男作）を等身大に近付けて復元したもので、旭が森は法華経を広める決意を固めた日蓮が立教開宗したと伝わる霊跡である。清澄寺の日蓮銅像を復元したものは2018年（平成30年）3月時点で全国に40体以上あり、墨田区の法恩寺にも日蓮銅像(約2.4ｍ)が復元されている。

## 文化財

### 感應寺梵鐘

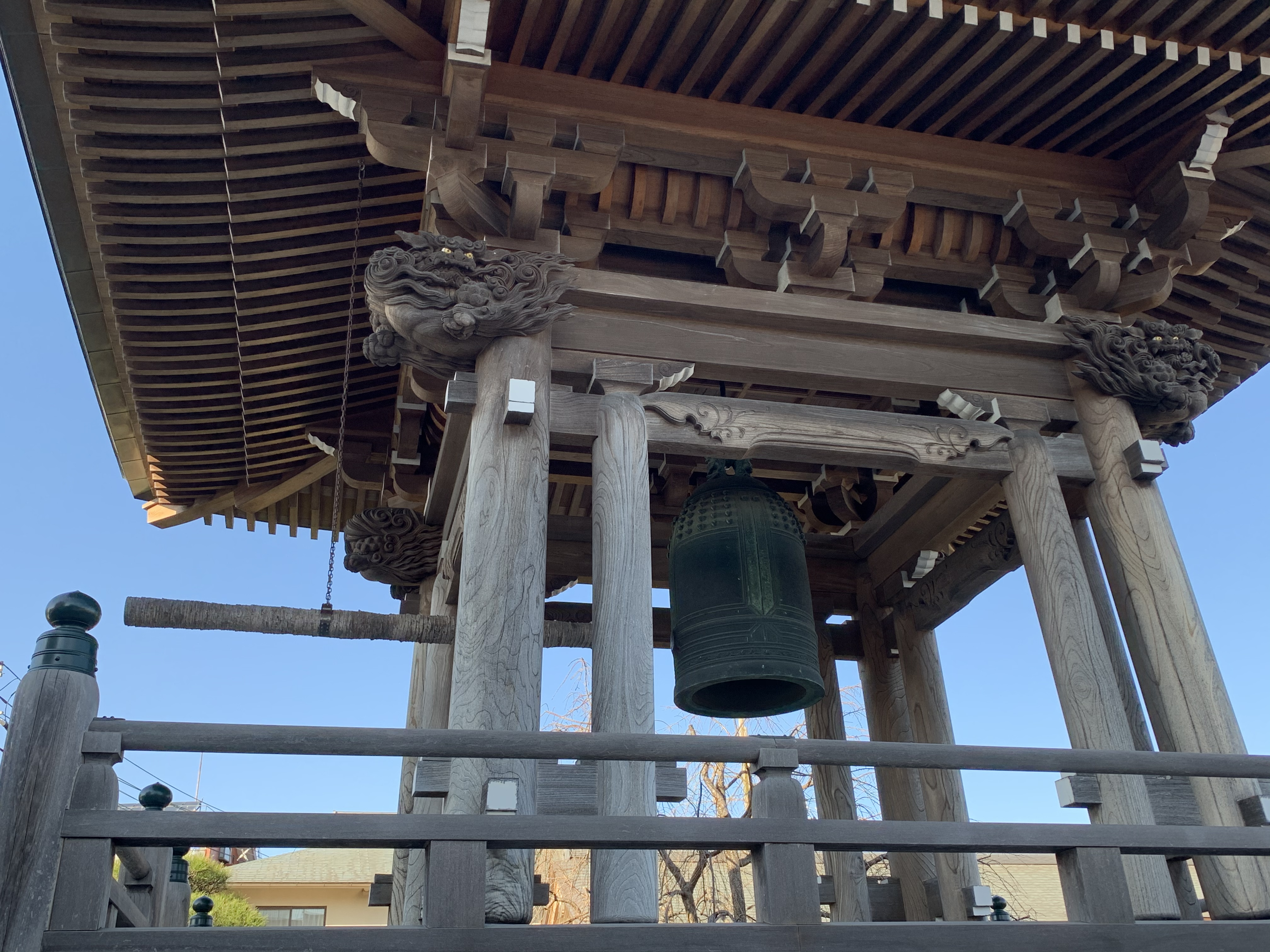
感應寺梵鐘

1982年（昭和57年）「江戸川区指定有形文化財・工芸品」に指定された感應寺の梵鐘は、元禄11年（1698年）のちに将軍家の御成先御用釜師を勤める鋳物師の名跡・太田近江大掾藤原正次（通称「釜屋六右衛門」「釜六」）により鋳造された。同梵鐘は太平洋戦争中の1943年（昭和18年）に江戸川区内で唯一戦時供出を免れ、区内に残っている梵鐘の中で最も古いとされる。同梵鐘の高さは152cm、口径は77cm。鐘を突く橦木には古来より最適とされる棕櫚の木を使用している。

### 賢性院日是大徳筆小塚
賢性院日是大徳筆子塚（けんしょういんにちぜだいとくふでこづか）は1988年（昭和63年）に「江戸川区登録有形文化財・歴史資料」に指定された。
江戸時代、村には僧侶が読み書きやそろばんを教える寺子屋があり、その生徒を筆子と称した。筆子たちが建てた恩師の供養塔を筆小塚という。
感應寺の過去帳によれば、賢性院日是大徳は感應寺塔中の是林坊で筆子を指導したと伝えられ、文政6年（1823年）に没した。墓石の向かって右側面には「毫子中」の文字が刻まれ、左側面には「夢の世や 二十余年を月の露」の句が彫られている。

### 仏涅槃図
感應寺の寺宝として釈迦入滅時の悲嘆の情景を描いた仏涅槃図を所蔵。感應寺の涅槃図は元禄年間（1688年 - 1703年）16世・日全の代に描かれ、その後1826年（文政9年）、2014年（平成20年）と2度に渡って修復された。掛軸の寸法は横207.5cm、縦345.5cm。

## 永代納骨堂・鐘楼堂
感應寺永代納骨堂は、核家族化や少子化などが進み、墓の継承への悩みが増す中、2013年（平成25年）に建立された。この納骨堂は八角円堂で、曲線美にこだわった屋根は木造、軒から下は鉄筋コンクリートで造られた。コンクリートの外壁面には木造の伝統建築を思わせる造り込みが施されている。
隣接する鐘楼堂は建材に欅と吉野の桧を使用し、中世の折衷様式を用いて2008年（平成20年）に建立された。
永代納骨堂と鐘楼堂、庫裡はいずれも建築家・佐藤秀三が創業した建築会社の設計である。

## 近隣の日蓮宗寺院
- 金嶋山 妙覚寺（江戸川区一之江6丁目）
- 利栄山 長勝寺（江戸川区一之江6丁目）